# Carmen Cuello
Pour les articles homonymes, voir Cuello (homonymie).
Carmen Rocío Cuello Pérez, née le 22 juillet 1979, est une femme politique espagnole membre du Parti socialiste ouvrier espagnol (PSOE).
Elle est élue députée de la circonscription de Séville lors des élections générales de décembre 2015.

## Biographie

### Vie privée
Elle est mariée et mère d'une fille.

### Études et profession
Elle réalises ses études à l'université de Séville où elle obtient un diplôme en sciences entrepreneuriales en 2003. Entre mai 2003 et avril 2006, elle travaille comme responsable des ventes au groupe RGD-Mape. Elle se dirige ensuite vers le secteur bancaire où elle est employée par diverses entités. En mai 2011, elle est appelée par Manuel Recio Menéndez, conseiller à l'Emploi de la Junte d'Andalousie pour devenir son chef de cabinet.
Elle décroche un master en société, administration et politique de l'université Pablo de Olavide en 2012. Au mois d'août, elle est nommée sous-directrice de l'Institut andalou de la Jeunesse, dépendant du département de l'Égalité, de la Santé et des Politiques sociales de la Junte d'Andalousie dirigé par María José Sánchez Rubio. Elle est promue au poste de directrice en janvier 2015 du fait de sa proximité avec Susana Díaz.

### Adhésion et premiers mandats
Elle adhère au PSOE en 2003 alors que les conservateurs de José María Aznar dirigent l'État. Elle suit alors une formation intensive en leadership et politique à l'Institut Jaime Vera ; une sorte de laboratoire des idées du parti.
Membre du comité fédéral et secrétaire à l'Organisation des Jeunesses socialistes d'Andalousie, elle est élue conseillère municipale de Castilleja de la Cuesta lors des élections municipales de mai 2011 et réélue en mai 2015.

### Députée nationale
Elle est investie en quatrième position sur la liste du parti, conduite par Antonio Pradas, dans la circonscription de Séville à l'occasion des élections générales de décembre 2015. La liste arrive en pole position avec 371 142 voix (33,92 %) et remporte cinq des douze mandats en jeu. Élue au Congrès des députés, elle siège comme deuxième secrétaire de la commission de l'Éducation et du Sport et comme porte-parole adjointe à la commission de l'Égalité. Elle est membre de la commission bicamérale des Relations avec le Défenseur du peuple et de celle de l'Égalité.
De nouveau investie en quatrième position lors des élections législatives anticipées de juin 2016, elle conserve son mandat parlementaire au palais des Cortes après que le parti a remporté quatre mandats de députés. Elle devient alors membre de la commission des Politiques d'intégration du handicap et est promue porte-parole adjointe à la commission de l'Égalité et première vice-présidente de la commission du Suivi et de l'Évaluation des accords du pacte de Tolède.